# Gotthard Kettler
Gotthard von Kettler (2 de febrer de 1517 - 17 de maig de 1587) va ser el darrer Mestre de l'Orde Livonià i el primer Duc de Curlàndia i Semigàlia.
Va néixer en el si d'una família westfaliana i era el novè fill del cavaller alemany Gotthard Kettler zu Melrich i la seva esposa Sophie de Nesselrode. El seu germà gran Guillem Kettler va ser bisbe de Münster entre 1553 i 1557.
El 1559 durant la Guerra de Livònia va esdevenir Mestre de l'Orde Teutònic a Livònia. Quan la confederació Livoniana va caure sota la pressió del tzar Ivan el Terrible es va convertir al Luteranisme i sota el Tractat de Vílnius va dissoldre l'Orde Livonià creant el Ducat de Curlàndia i Semigàlia com un estat vassall del Gran Ducat de Lituània que aviat s'incorporaria en la Confederació de Polònia i Lituània.
Va morir el 17 de maig de 1587 a Mitau, els seus hereus van governar Curlàndia fins al 1737.